# Glaive modèle 1831
Le glaive modèle 1831 est un glaive français d'infanterie. Il est adopté en 1831 en remplacement de l'ancien sabre briquet, et gagne rapidement son nom de "coupe-choux".

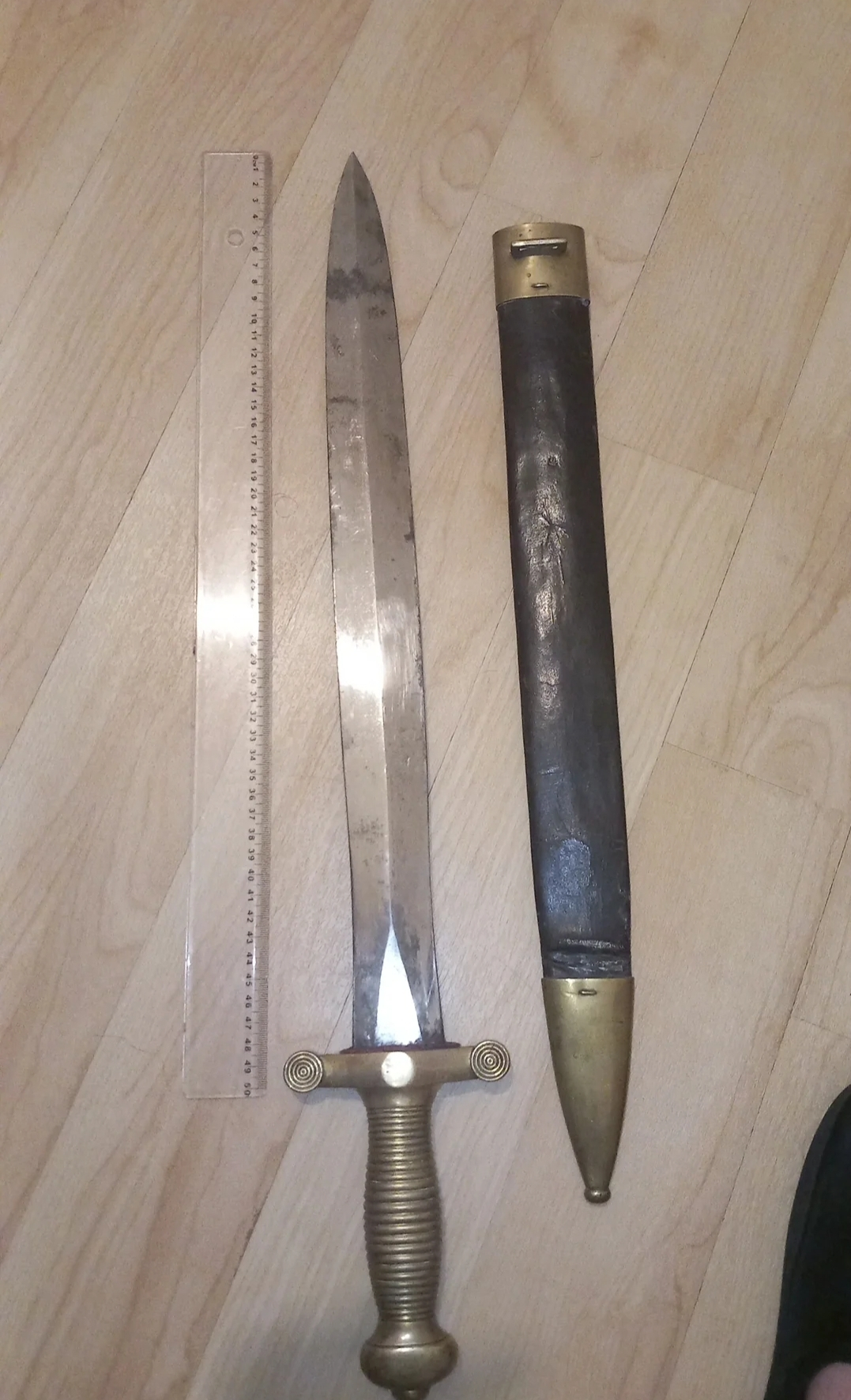
1831 infantry french sword (glaive modèle 1831)

## Description
Le 12 mai 1831, le Comité d'infanterie annonce l'adoption de ce nouveau sabre, prenant pour modèle de fabrication le glaive modèle 1816 d'artillerie. Son utilité première est d'être un outil tranchant en campagne, il peut faire office de hache de campement, et de serpe pour couper le fourrage des chevaux. 
De nombreuses variantes existent et prennent ce modèle pour base, par exemple le modèle 1855 des sapeurs pompiers, de la garde nationale, ou encore celui de cantinière.

## Caractéristiques

### Glaive modèle 1831 des troupes à pied
Ce glaive est adopté sous la monarchie de juillet, et reste en service jusqu’à la fin du Second Empire. Il équipe entre autres les soldats de l'infanterie, ainsi que ceux de la légion étrangère.
Caractéristiques réglementaires de l'arme lors de sa mise en service :
- longueur de la lame : 47,5 à 48,7 cm
- type de lame : lame droite à section losangulaire, à double tranchants, et en langue de carpe
- largeur au talon : ±4 cm
- flèche : aucune
- monture : laiton moulé, avec une poignée à 26 cannelures de ±14.8 cm et une croisière droite de ±10.5 cm
- fourreau : en cuir noirci à couture

Ce glaive subit plusieurs modifications et essais au cours des ans. En 1847, le fourreau devient en cuir compressé, et en 1852 la lame est à un pan creux médian.

### Glaive modèle 1855
Le glaive modèle 1855 est une réduction du modèle 1831 des troupes à pied, utilisé principalement par la garde nationale et les sapeurs pompiers.
Caractéristiques de l'arme lors de sa mise en service :
- longueur de la lame : 45 à 48 cm
- type de lame : lame droite à double tranchants, avec deux longues gorges
- largeur au talon : de 2.7 à 4 cm
- flèche : aucune
- monture : laiton moulé, avec une poignée à 26 cannelures de ±12.5 cm et une croisière droite de ±9 cm
- fourreau : en cuir à couture dorsale